# ジョヴァネ・エドゥアルド・ボルゲス・カブラル
ジョヴァネ・カブラル（Jovane Cabral）ことジョヴァネ・エドゥアルド・ボルゲス・カブラル（ポルトガル語: Jovane Eduardo Borges Cabral、1998年6月14日 - ）は、カーボベルデとポルトガルのサッカー選手。USサレルニターナ1919所属。ポジションはFW。

## クラブ歴
16歳の時、グレミオ・ニャガルの下部組織からスポルティング・クルーベ・デ・ポルトゥガルの下部組織に移った。2016年8月20日にスポルティング・クルーベ・デ・ポルトゥガルBでペドロ・マルケスに代わって出場し選手初出場。2017年3月19日に直接フリーキックで初得点。この年はジュニオールで優勝も経験した。
2017-18シーズンのプレシーズンにトップチームのジョルジェ・ジェズス監督から招集されたが、結局このシーズンもBチームで過ごす事となった。10月12日のタッサ・デ・ポルトガルでマテウス・オリヴェイラに代わって出場し、トップチーム初出場となった。
2018年9月1日にトップチーム初得点をプリメイラ・リーガで記録。12月3日、マルセル・カイゼル新監督の初陣では20メートルのカーブシュートを決めた。
2022年1月31日、SSラツィオに買取オプション付きのレンタル移籍。
2023年8月23日、2023-24シーズンはUSサレルニターナ1919へレンタル移籍することが決定した。

## 代表歴
2017年3月28日に行われたルクセンブルク代表戦でカーボベルデ代表初出場。しかし、2018年10月にポルトガル国籍を取得しポルトガル代表への興味も語った。

## 私生活
いとこのレミー・カブラル、ケヴィン・カブラルもサッカー選手。

## タイトル
スポルティング・クルーベ・デ・ポルトゥガル
- プリメイラ・リーガ：1回 (2020-21)